# Gábor Császár
Gábor Császár (Celldömölk, Mađarska, 16. lipnja 1984.) je mađarski rukometaš i nacionalni reprezentativac. Igrač je visok 1,83 m i težak 90 kg te trenutno nastupa za domaći Veszprém. Igrač je za Mađarsku debitirao 17. siječnja 2004. u utakmici protiv Saudijske Arabije. Samo nekoliko dana nakon te utakmice, Császár je uvršen u popis reprezentativaca za predstojeće Europsko prvenstvo. Također, igrač je za mađarsku reprezentaciju nastupio na sljedeća četiri europska (2006., 2008., 2010. i 2012.) i tri svjetska (2007., 2009. i 2011.) rukometna prvenstva.
Gábor Császár je s Europskom juniorskom reprezentacijom 2005. osvojio broncu na svjetskom prvenstvu dok je na Olimpijadi 2004. u Ateni bio četvrti.